# ستیغ درونی پس‌سری
ستیغ درونی پس‌سری (انگلیسی: Internal occipital crest) از اجزای بخش صدفی استخوان پس‌سری در جمجمه انسان است.
ستیغ درونی پس‌سری از برجستگی درونی پس‌سری یک ستیغ برجستهٔ دیگر به سمت سوراخ بزرگ فرود می‌آید به نام ستیغ درونی پس‌سری که پیش از رسیدن به سوراخ بزرگ دو شاخه می‌شود. روی این ستیغ، داس مخچه می‌چسبد.